# Перштерер, Алоис
Алоис Перштерер (нем. Alois Persterer, 29 сентября 1909, Зальфельден, Австро-Венгрия — 30 мая 1945, Зальцбург) — австрийский оберштурмбаннфюрер СС, командир зондеркоманды 10b в составе айнзацгруппы D, причастный к уничтожению евреев в Крыму, на Украине и Кавказе.

## Биография
Алоис Перштерер родился 29 сентября 1909 года в крестьянской семье. Два года ходил в народную школу, после чего работал в сельском хозяйстве. В 1927 году попытался устроиться на работу электриком. С 1928 года служил автомехаником в австрийской армии. 1 марта 1932 года вступил в НСДАП (билет № 897521). В 1933 году Перштерера уволили из армии из-за принадлежности к запрещенной в Австрии нацистской партии. До 1938 года был безработным, перебиваясь случайными заработками. Перштерер провел в заключении 18 месяцев за осуществление нелегальной политической деятельности. После завершения Аншлюса Австрии в марте 1938 года возглавил секцию службы безопасности (СД) в Зальцбурге.
С мая 1941 по декабрь 1942 года возглавлял зондеркоманду 10b в составе айнзацгруппы D. 6 июля 1941 года подразделение прибыло в город Черновцы. Перштерер собрал совещание подчиненных, которым указал, что следует уничтожить евреев, коммунистов, комиссаров и, возможно, цыган. 6 июля зондеркоманда подожгла синагогу в Черновцах. 7 июля были проведены обыски в еврейских кварталах и задержан 101 мужчина из числа еврейской интеллигенции, которых мелкими группами расстреляли на окраине города. На следующий день была проведена широкомасштабная операция по задержанию всех представителей интеллигенции, к которым относились врачи, адвокаты и учителя. 100 человек из числа арестованных были расстреляны служащими зондеркоманды и 9-го запасного полицейского батальона. В Хотине было ликвидировано 150 евреев и коммунистов. С конца 1941 года отряд зондеркоманды находился в городе Керчь, где при поддержке вермахта, предоставившем стрелков и боеприпасы, было уничтожено 2000 евреев. Подразделение также проводило расстрелы в Скадовске и Ананьеве. 4 декабря 1941 года зондеркоманда Перштерера совершило массовое убийство в Феодосии. К 15 декабря 1941 года подразделением было уничтожено 17645 евреев, 2504 крымчан, 824 цыган и 212 коммунистов и партизан. В апреле 1942 года Перштерер приказал использовать зондеркоманде газвагены.
После окончания службы в айнзацкоманде 10b Перштерер вернулся в Зальцбург. В марте 1943 года стал командиром полиции безопасности и СД в Каринтии и Крайне со штаб-квартирой в городе Блед, а также начальником секции СД в Клагенфурте. Для борьбы с партизанским движением в Словении Перштерер приказывал сжигать деревни и казнить их жителей. По некоторым данным, во время его службы в Каринтии погибло около 300 человек. В ноябре 1944 года был снят с должности.
30 мая 1945 года был убит при невыясненных обстоятельствах в Зальцбурге. Согласно официальной версии, стал жертвой ограбления. По другой версии, был застрелен американскими солдатами при попытке задержания.